# Gobernación de Cairuán
La gobernación de Cairuán (ولاية القيروان wilāyat al-Qayrawān) fue creada el 21 de junio de 1956. Es una de las 24 gobernaciones (wilaya ولاية) de Túnez. Está situada en el centro del país y cubre una superficie de 6712 km² (es decir, el 4,1 % de la de la superficie del país). Su población es de 570 559 habitantes (censo de 2014). Su ciudad principal es Cairuán (Al-Qayrawān, en francés Kairouan).

## Delegaciones con población en abril de 2014
- Bou Hajla 72 371
- Chebika 35 308
- Echrarda 27 518
- El Alâa 28 991
- Haffouz 40 066
- Hajeb el Ayoun 36 137
- Kairouan Nord 96 781
- Kairouan Sud 93 101
- Nasrallah 33 789
- Oueslatia 34 452
- Sbikha 71 922

- Datos: Q276574
- Multimedia: Kairouan Governorate / Q276574